# 윤명수 (1876년)
윤명수(尹明秀, 1876년 음력 2월 1일 ~ ?)는 대한제국의 무관이며, 일제강점기 초기의 지방행정 관료이다.

## 생애
어릴 때 가정에서 한학을 공부하였다. 1898년에 대한제국 육군무관학교에 입학하여 1900년에 졸업하였다. 졸업 후 육군 참위로 임관하여 친위대에서 복무를 시작하였다.
이후 헌병대 부관으로 승진하였고, 1904년에는 정3품에 올랐다. 1905년에 헌병 정위가 된 뒤 육군연성학교 교관을 지냈다. 정3품 육군 정위로 복무 중이던 1907년에 대한제국 군대 해산 사건이 발생하여, 문관 벼슬인 정3품 통정대부로 이동하였다.
1910년 한일 병합 조약이 체결되면서 조선총독부 소속의 군수로 발탁되었다. 윤명수는 경상남도 의령군 군수로 발령받았고, 1912년에는 한국병합기념장도 수여받았다.
1914년 3월에 지방관이 대폭 개편될 때 면직되어 총독부 군수로는 약 3년 반 동안 근무했다. 퇴관 당시 정8위에 서위되어 있었다.
2008년 민족문제연구소가 발표한 친일인명사전 수록예정자 명단 중 관료 부문에 포함되었다.

## 참고 자료
- 윤명수(尹明秀) - 국사편찬위원회